# Mi arrendo... e i soldi?
Mi arrendo... e i soldi? (Surrender) è una commedia americana del 1987 scritta e diretta da Jerry Belson. Ha come protagonisti Sally Field, Michael Caine, Steve Guttenberg, Peter Boyle, Iman e Jackie Cooper nel suo ultimo ruolo cinematografico.

## Trama
Sean Stein è uno scrittore di successo, ma dopo due divorzi e una causa per assegno alimentare, crede che le donne lo abbiano amato solo per i suoi soldi. Ad un ballo di beneficenza in cui ladri armati ordinano agli ospiti di spogliarsi, viene legato nudo a un'artista commerciale di nome Daisy Morgan. È immediatamente attratto da lei. 
Daisy ha una relazione piuttosto difficile con Marty, un avvocato piagnucolone e instabile che ha paura di prendersi un impegno. Sean non sa che lei ha già un fidanzato benestante, ma decide di farle un piccolo trucco per conquistarla. Con l'aiuto del suo avvocato, Jay Bass, finge di essere un povero fallito per vedere se lei lo amerà per sé stesso. Man mano che la loro relazione si sviluppa, finalmente decide di rivelare il suo vero sé. Ma proprio quello stesso giorno, Marty convince Daisy che lui è un uomo cambiato e che dovrebbero vivere insieme a casa sua. Sean ha il cuore spezzato.
Il giorno del trasloco, Daisy vede accidentalmente un ritaglio di giornale che rivela la vera identità di Sean. Chiede una spiegazione, che accetta, dicendogli che ha capito che è lui la persona che ama veramente. Tuttavia, si chiede se lei lo abbia deciso solo dopo aver letto l'articolo sul suo successo e aver visto la sua casa di Beverly Hills. Lei mente. Fuggono al Lago Tahoe per sposarsi. Lungo la strada, Sean la esorta a firmare un accordo prematrimoniale. Pensa che sia "poco romantico", ma ammette. In un casinò del Nevada, giocando da sola, vince miracolosamente il jackpot con una slot machine, vincendo due milioni di dollari.
Sean torna per dire che ha cambiato idea e non ha bisogno di un accordo prematrimoniale. Ora è Daisy a voler sapere quando esattamente ha deciso questo. Ammette di avergli mentito prima. Marty si presenta e la implora di tornare da lui. Sean dice: "Puoi averla". 
Di ritorno a Los Angeles, rendendosi conto di aver commesso un errore, Daisy rifiuta una proposta di matrimonio e ripaga Marty per i suoi problemi con alcune delle sue vincite al casinò.
Un Sean disturbato vede una prostituta che lo ha derubato. Decide di vendicarsi delle donne in generale portando la prostituta a casa sua e derubandola. Si scopre che è un travestito. Daisy irrompe all'improvviso e vuole sposarlo di nuovo, lanciandogli tutte le sue vincite rimanenti al casinò. La prostituta prende la pistola e vede il mucchio di soldi, ma dice generosamente: "Prenderò solo il taxi".